# Occidente in fiamme
Occidente in fiamme (Gold Is Where You Find It) è un film del 1938 diretto da Michael Curtiz.
È un film drammatico a sfondo western statunitense con George Brent, Olivia de Havilland e Claude Rains.
È basato sul romanzo del 1936 Gold Is Where You Find It di Clements Ripley (serializzato su Cosmopolitan). Il film racconta la rivalità tra agricoltori e minatori della Valle del Sacramento durante gli anni successivi alla corsa all'oro della California. La faida tra due famiglie si complica quando un uomo di una famiglia e una donna dell'altra si innamorano.

## Produzione
Il film, diretto da Michael Curtiz su una sceneggiatura di Warren Duff e Robert Buckner, fu prodotto da Samuel Bischoff per la Warner Bros. e girato nel Warner Ranch a Calabasas e a Weaverville in California dal 23 agosto all'ottobre del 1937.

## Colonna sonora
- I Gotta Get Back to My Gal (1937) - musica di M.K. Jerome, parole di Jack Scholl
- Gwine to Rune All Night (1850)  aka De Camptown Races - scritta da Stephen Foster, suonata in sottofondo in un bar
- Oh! Susanna (1846) - scritta da Stephen Foster, suonata in sottofondo in un bar
- My Country, 'Tis of Thee - musica da God Save the King (1831) - tradizionale, suonata dall'orchestra al party all'arrivo di Grant

## Distribuzione
Il film fu distribuito con il titolo Gold Is Where You Find It negli Stati Uniti dal 12 febbraio 1938 al cinema dalla Warner Bros.
Altre distribuzioni:
- in Francia il 14 aprile 1938 (La bataille de l'or)
- in Finlandia il 24 aprile 1938 (Kultakuumeen ajoilta)
- in Danimarca il 17 luglio 1938 (Guld og jord)
- in Portogallo il 15 maggio 1941 (A Batalha do Oiro)
- in Germania Ovest il 10 dicembre 1965 (Goldene Erde Kalifornien, in TV)
- in Belgio (La bataille de l'or)
- in Svezia (Den gyllene jorden)
- in Spagna (En busca de oro)
- in Grecia (O polemos tou hrysou)
- in Brasile (Onde o Ouro Se Esconde)
- in Polonia (Zloto jest tam, gdzie go szukasz)
- in Italia (Occidente in fiamme)

## Critica
Secondo il Morandini il film è un "piacevole western Warner corredato da un bel cast e da un suggestivo Technicolor". Secondo Leonard Maltin è una "frizzante pellicola ravvivata da un buon cast".